# The Fens
Els Fens, també coneguts com a Fenland(s), és una regió natural d'aiguamolls, situada a l'est d'Anglaterra. Gran part d'aquesta regió ha estat drenada durant diversos segles i ha donat com a resultat una zona agrícola baixa, plana i pantanosa.
Un fen és el nom local per una porció individual d'aiguamoll o de l'antic aiguamoll, la qual té el pH neutre o amb aigua alcalina amb gran quantitat de minerals dissolts, però cap més nutrient per les plantes.
Fenland principalment es troba al voltant del litoral on està l'estuari del riu Witham, anomenat Wash; arriba dins els comtats de Lincolnshire, Cambridgeshire, Norfolk i una petita part de Suffolk i també al comtat històric de Huntingdonshire. En total ocupa 3.900 km².
La major part del Fenland es troba a pocs metres sobre el nivell del mar. Els fens són particularment fèrtils i contenen aproximadament la meitat de la terra agrícola d'Anglaterra.
S'ha dit dels Fens que són la "Terra Santa dels Anglesos" (Holy Land of the English) per les esglésies i catedrals que conté: Ely, Ramsey, Crowland, Thorney i Peterborough.
Altres assentaments significatius dels Fens inclouen Cambridge, Boston, Spalding, Wisbech i King's Lynn.